# Província de Qom
La província de Qom (persa: استان قم, Ostān-e Qom) és una de les 31 províncies de l'Iran. ocupa 11.237 km² i està al nord del país. la seva capital provincial és la ciutat de Qom. Es va formar a partir d'una part de la província de Teheran l'any 1995. El 2005 la província de Qom tenia uns 2 milions d'habitants. La província conté una ciutat, quatre comtats, nou districtes rurals i 256 pobles.
Forma part de la Regió 1 des de la divisió de l'Iran en cinc regions feta el 22 de juny de 2014.

## Geografia
El clima de la província de Qom varia entre clima desèrtic i semidesèrtic i conté zones de muntanya, turons i planes. L'agricultura no és possible en aquelles zones de terra salí que conté. Té dos grans llacs salats: Llac Howz i llac Soltan i el Llac Namak

## Història

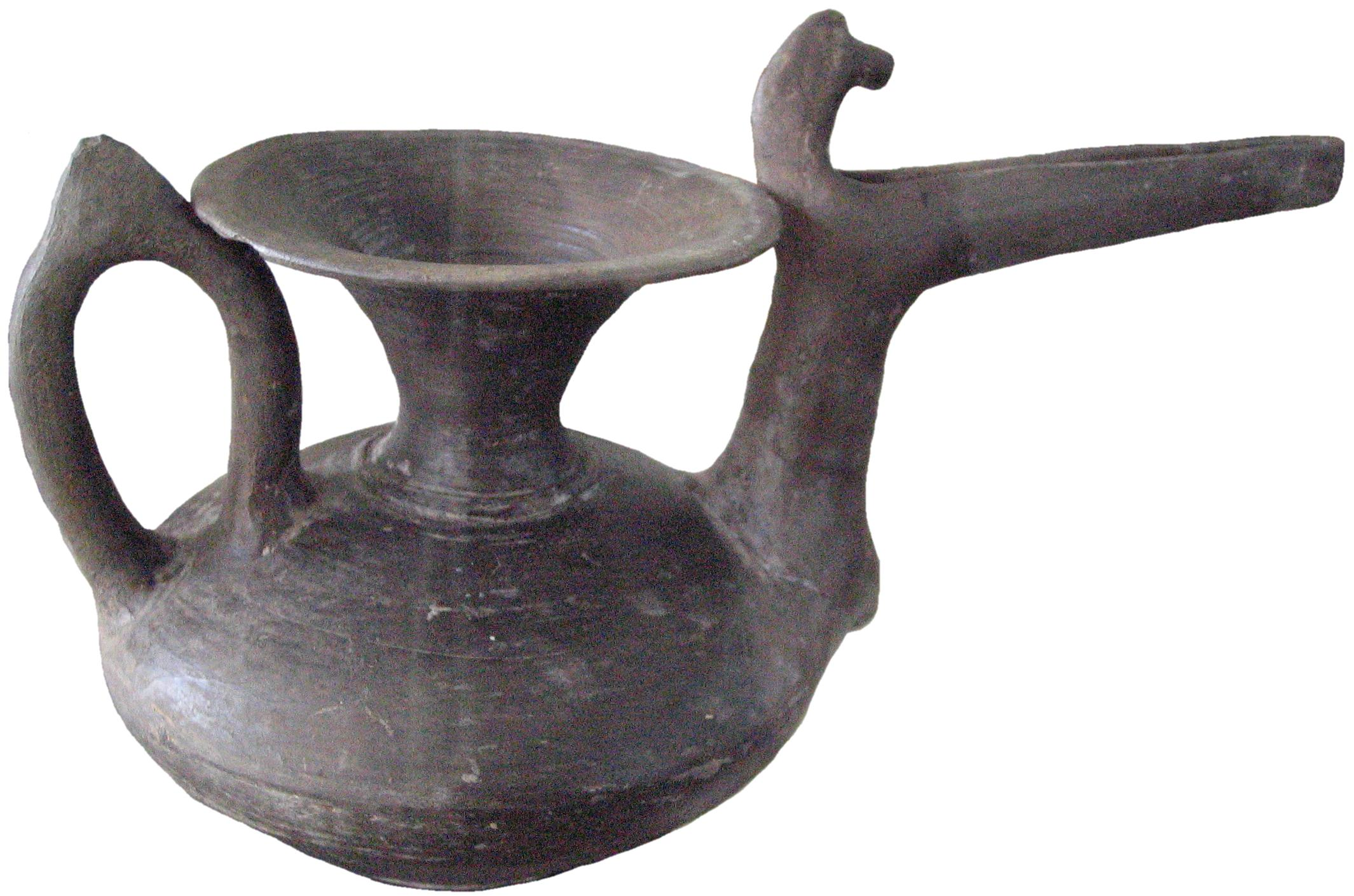
Vas de Kahak, Qom, del primer mil·lenni a.C.

Qom ja estava habitat en el 5è mil·lenni aC Tenia el nom de 'Kom' i els àrabs el van anomenar Qom durant la conquesta islàmica de l'Iran (664-665).